# Yu Yiting
Yu Yiting (født 2005) er en kinesisk svømmer.
I 2021 repræsenterede hun sit land i 200 meter individuel medley ved sommer-OL 2020 i Tokyo og tog en 5. plads med tiden 2.09.57 i finalen. Yu deltog også i 400 meter individuelt medley og blev elimineret i det indledende heat på en 11. plads med en tid på 4.41,64.
Hun repræsenterede sit land ved sommer-OL 2024 i Paris i 4×100 meter medleystafet i det indledende heat, hvor holdet vandt bronzemedaljen. Hun deltog også i 200 meter individuel medley med en 4. plads i finalen.